# Ruben (Bibeln)
Ruben är i Bibeln patriarken Jakobs äldste son som han fick med hustrun Lea. Han är stamfader för Rubens stam, en av Israels tolv stammar. Av åtskilliga antydningar, vilkas detaljer emellertid är svåra att tyda, tycks framgå, att stammen Ruben tidigt (före Moses och Josuas tid) spelat en framstående roll i landet väster om Jordan.
Ruben försökte försvara sin bror Josef, när deras bröder ville sälja honom som slav, men han misslyckades.
Till Rubens mindre smickrande bedrifter berättar Bibeln att Ruben låg med Bilha, sin fars bihustru, och Israel fick reda på det. Detta incestuösa handlande fördömde Jakob när han gav sina söner en välsignelse:
Ruben, du är min förstfödde, min mannakrafts första frukt, den främste i ära, den främste i styrka. Du är som ett svallande vatten. Du ska inte mer vara den främste, ty du intog din faders säng, du vanhelgade min bädd. - 1 Mos. 49:3-4
På detta sätt förlorade Ruben sin förstfödslorätt.